# Soulles (rivière)
Cet article concerne la rivière Soulles. Pour la commune de Soulles, voir Soulles.
La Soulles est une rivière française qui traverse le département de la Manche et se jette dans la Sienne, au niveau de son estuaire.

## Géographie
La Soulles prend sa source au nord du mont Robin sur la commune de Percy-en-Normandie et oblique vers le nord puis l'ouest. Elle se joint aux eaux de la Sienne, au fond de son estuaire, entre les communes d'Heugueville-sur-Sienne et Orval sur Sienne, après un parcours de 51,8 km entre les pays saint-lois et coutançais.

## Bassin et affluents
Le bassin de la Soulles se situe entre les bassins de l'Ay au nord-ouest, de la Douve par son affluent la Taute et ses sous-affluents le Lozon et la Terrette au nord, de la Vire à l'est et d'autres affluents de la Sienne au sud et à l'ouest. La confluence est à l'ouest-nord-ouest du bassin.
Aucun des affluents de la Soulles ne dépasse 7 km, le plus long étant le Prépont (6,2 km) qui rejoint la Soulles en rive droite à Saint-Pierre-de-Coutances après avoir traversé le territoire de Coutances.

## Communes parcourues
- Percy, Villebaudon, Maupertuis, La Haye-Bellefond, Moyon, Soulles, Dangy, Notre-Dame-de-Cenilly, Cerisy-la-Salle, Montpinchon, Ouville, Savigny, Belval, Courcy, Nicorps, Saint-Pierre-de-Coutances, Coutances, Orval, Bricqueville-la-Blouette, Heugueville-sur-Sienne

## Vallée de la Soulles

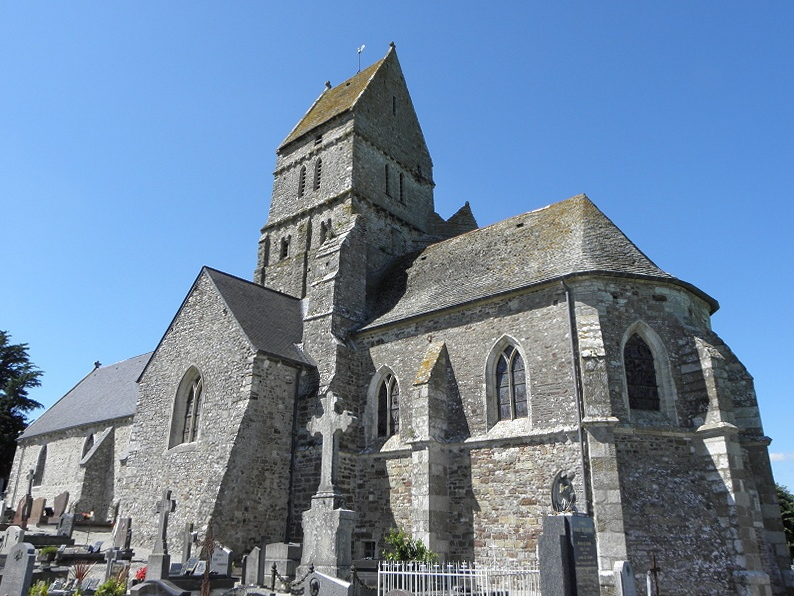
L'église d'Orval.

- Château de Cerisy-la-Salle.
- Église Sainte-Hélène d'Orval.